# Same Old Song and Dance
Same Old Song and Dance è un singolo del gruppo rock statunitense Aerosmith, pubblicato nel 1974 ed estratto dal loro secondo album Get Your Wings.
Il brano è stato scritto da Steven Tyler e Joe Perry.

## Formazione

### Gruppo
- Steven Tyler - voce
- Joe Perry - chitarra solista, cori
- Brad Whitford - chitarra
- Tom Hamilton - basso
- Joey Kramer - batteria

Altri musicisti
- Michael Brecker – sassofono tenore
- Randy Brecker – tromba
- Stan Bronstein – sassofono baritono
- Jon Pearson – trombone

## Tracce
- 7"

1. Same Old Song and Dance - 3:01
2. Pandora's Box - 5:44